# Villapaderne
Villapaderne es una localidad del municipio de Campoo de Yuso (Cantabria, España). En el año 2012 contaba con una población de 17 habitantes (INE). La localidad se encuentra a 919 metros de altitud sobre el nivel del mar, y a 6 kilómetros de la capital municipal, La Costana.

## Paisaje y naturaleza
Villapaderne se sitúa en la misma divisoria de la vertiente cantábrica (arroyo de la Dehesa/Besaya) y mediterránea (Arroyo Panteo/embalse del Ebro). Esto hace que nos aparezcan dos tipos de paisaje totalmente distintos según miremos al norte o al sur del pueblo.

## Patrimonio histórico
La iglesia de los Santos San Emeterio y San Celedonio pudo tener un origen románico que se testifica en la inscripción que parece en la fachada, a la altura de la enjuta de la portada con fecha de 1.214. En su aspecto actual se mezclan sutilmente dos momentos en la construcción. El primero se corresponde con el cuerpo de la nave, de sillarejo, apuntalado con estribos escalonados, muy frecuentes en la mayor parte de los edificios de Yuso de los siglos XVI y principios del XVII. A la estética del XVIII se corresponde el testero, esta vez de buena sillería, y la espadaña, de dos troneras sobre el hastial.
- Datos: Q6162838